# Paul E. Meehl
Paul Everett Meehl (* 3. Januar 1920 in Minneapolis; † 14. Februar 2003 ebenda) war ein US-amerikanischer klinischer Psychologe und Professor der Psychologie. Er war ein führender Wissenschaftsphilosoph und Anhänger von Karl Poppers Falsifikationismus.
Sein Hauptanliegen war, den Fortschritt der seinerzeit wenig fundierten Bereiche der Psychologie (insbesondere Klinische Psychologie, Persönlichkeitspsychologie, Psychologische Beratung und Gemeindepsychologie), zu beschleunigen, indem sie auf wissenschaftliche Grundlagen gestellt wurden. So war er wesentlich an der Entwicklung statistischer Verfahren zur Auswertung von experimentell gewonnenen Daten beteiligt. Seine Forschungen überzeugten ihn davon, dass unter anderem die Intelligenz, die Schizophrenie und die Anhedonie einen genetisch determinierten Anteil haben.
Er gehört zu den 100 meistzitierten Psychologen des 20. Jahrhunderts.

## Leben und Karriere
Meehl studierte Psychologie an der University of Minnesota in seiner Geburtsstadt Minneapolis, wo er 1942 den Bachelor und 1945 den Doktorgrad erwarb. Dort blieb er auch während seiner gesamten Laufbahn, während der er Lehraufträge in Psychologie, Jura, Psychiatrie, Neurologie und Philosophie erhielt.
1962 wurde er zum Präsidenten der American Psychological Association gewählt. Von 1951 bis 1993 war Meehl als Psychotherapeut tätig.
1994 war er Mitunterzeichner des Aufsatzes Mainstream Science on Intelligence, zusammen mit 51 weiteren Intelligenzforschern wie Raymond Cattell, Hans Eysenck, Alan S. Kaufman, Nadeen L. Kaufman.

## Arbeiten

### Zu Statistik
In seinem Buch Clinical vs. Statistical Prediction: A Theoretical Analysis and a Review of the Evidence (1954) analysierte er die Vermutung, dass die formale, algorithmische Auswertung weniger Kriterien Verhalten besser vorhersagen und bessere Therapieentscheidungen treffen kann, als die gebräuchliche Arbeitsweise der Kliniker, die zum Teil hochkomplexe Informationen subjektiv bewerten und ihre Entscheidungen subjektiv, informal, intuitiv treffen. Ein Grund dafür ist, dass formale Algorithmen, im Gegensatz zu Expertenurteilen, 100 % reliabel sind, das heißt mit denselben Daten kommen sie immer zu denselben Vorhersagen und Urteilen. Dagegen widersprechen zum Beispiel erfahrene Radiologen bei der Beurteilung von Röntgenbildern sich selbst in 20 % der Fälle. Ein weiterer Grund ist, dass Experten zu viel Vertrauen in ihre Langzeit-Prognosen haben, bei denen der Zufall eine Rolle spielt. Meehls Buch löste einen Sturm der Entrüstung aus, wurde jedoch von zahlreichen (Stand 2011: etwa 200) Studien bestätigt. Unter vielen anderen bestätigt eine Metaanalyse aus dem Jahre 2000 diese Annahme Meehls. Bei Personalentscheidungen verschlechtern Vorstellungsgespräche die Qualität der Kandidatenauswahl.

### Zu Schizophrenie
Große Bedeutung hat die Arbeit von Meehl zur Suche nach dem genetischen Anteil der Schizophrenie. Dabei postulierte er einen vererbten Faktor, den er „integrativen neuralen Defekt“ oder „Schizotaxie“ nannte. Träger dieses Faktors wurden von Meehl als schizotypisch bezeichnet und waren durch vier Merkmale gekennzeichnet:
- kognitives Gleiten, das die mildeste Form der schizophrenen Denkstörung darstellt
- Abneigung gegen zwischenmenschliche Beziehungen (in Form von sozialer Angst, Misstrauen, Erwartung von Zurückweisung und Überzeugung, nicht liebenswert zu sein)
- Anhedonie (eine ausgeprägte und dauerhafte Einschränkung der Fähigkeit, sich zu freuen)
- Ambivalenz

Personen mit genetischer Prädisposition für Schizotaxie können sich an verschiedenen Stellen des schizophrenen Spektrum befinden und dort unterschiedlich Ausprägungen entwickeln – von gut kompensierter Schizotypie bis hin zu schwerer Schizophrenie. Alle bilden jedoch die vier oben genannten Merkmale in unterschiedlichem Maße aus. Der populäre Schizotypie-Fragebogen von Chapman geht auf dieses Schizotaxie-Konzept zurück und misst 3 Dimensionen: physische Anhedonie, Wahrnehmungsverzerrungen und magische Vorstellungen.
Meehl war an der Weiterentwicklung des Minnesota Multiphasic Personality Inventory (MMPI) beteiligt, insbesondere an dessen k-Skala.

## Auszeichnungen
- 1958: Distinguished Scientific Contributor Award der American Psychological Association (APA)
- 1962: Präsident der APA
- 1965: Mitglied der American Academy of Arts and Sciences
- 1987: Mitglied der National Academy of Sciences
- 1993: Award for Distinguished Professional Contributions to Knowledge der APA
- 1996: Award for Outstanding Lifetime Contribution to Psychology der APA
- James McKeen Cattell Fellow der American Psychological Society (jetzt Association for Psychological Science)
- William James Fellow der American Psychological Society

## Werke (Auswahl)
Meehl veröffentlichte in seiner Karriere etwa 200 Aufsätze, darunter die folgenden:
- Paul E. Meehl (1978). Theoretical Risks and Tabular Asterisks: Sir Karl, Sir Ronald, and the Slow Progress of Soft Psychology (PDF; 831 kB). Journal of Consulting and Clinical Psychology, Vol. 46, pp. 806–834
- Kenneth MacCorquodale and Paul E. Meehl (1948). ON A DISTINCTION BETWEEN HYPOTHETICAL CONSTRUCTS AND INTERVENING VARIABLES. Classics in the History of Psychology, abgerufen am 22. August 2011
- Paul E. Meehl (1956). Wanted-A good cookbook. American Psychologist, 11, 263–272
- Paul E. Meehl (1986). Causes and Effects of My Disturbing Little Book. Journal of Personality Assessment, 50, S. 370–375 (mit „My Disturbing Little Book“ bezieht er sich auf Clinical vs. Statistical Prediction)
- Paul E. Meehl (1962): Schizotaxia, schizotypy, schizophrenia. American Psychologist. doi:10.1037/h0041029